# 尼古拉·伊万诺维奇·瓦西里耶夫
尼古拉·伊万诺维奇·瓦西里耶夫（羅馬化：Nikolay Ivanovich Vasil'yev；1958年3月28日—）是俄罗斯政治人物，第六届、第七届和第八届国家杜马代表。
从国立管理大学毕业后，瓦西里耶夫在多尔戈普鲁德内科学生产企业工作。后来，他在莫斯科州政府担任国家杜马代表顾问。2007年至2011年，他担任莫斯科州杜马代表。2011年，他成为第六届国家杜马代表。2016年9月18日当选莫斯科州杜马代表。自2021年9月起担任第八届国家杜马代表。

## 制裁
瓦西里耶夫于2022年因俄乌战争而受到英国政府制裁。